# Rogotin
Rogotin je naselje u Dubrovačko-neretvanskoj županiji koje administrativno pripada Gradu Ploče.

## Položaj
Rogotin se nalazi na sjeverozapadu neretvanske doline, a od luke Ploče je udaljen oko četiri, a od Komina (prvog većeg naselja) nešto više od 5 km.
Sa sjeverne strane otoka je Crna rika, s jugozapadne njezin rukavac Rogotin s jezerom Vlaškom, njegovim zapadnim simbolom, spaja s Jadranskim morem. Dugo mu se kroz povijest moglo prići samo tim putem - preko Crne rijeke i Neretve. Jedan od simbola Rogotina je brdo Trovro.
Veći dio Rogotina se nalazi na otoku u obliku trokuta. Zapadno je jezero Vlaška. Od plinskih brda (Petrovac 335 m) rastavlja ga uski klanac kroz koji se provire Crna rika. Od lijeve obale Crne rike uspinje se jedan brdski krak toga otoka i ide prema jugu okomito na tok rijeke Neretve.

## Povijest
Predaja govori da je naseljavanje rogotinskog kraja počelo 1716. godine, kad su Mlečani Čitluk (Gabela) prepustili Turcima. Puk se povukao za vojskom pod mletačku upravu. Godine 1870. sagrađena je kamena crkva Presvetog Trojstva s tri mramorna oltara, a 1894. je godine otvorena osnovna škola, jedna je od najstarijih i danas aktivnih škola na području donje Neretve. Godine 2000. na najvišem je vrhu brda Trovra podignut je 7,5 metarski križ povodom Velikoga jubileja 130. godišnjice izgradnje crkve, pete obljetnice pobjede u Domovinskome ratu, te u zahvalnost svim poginulim za Hrvatsku.

## Stanovništvo
U naselju, prema popisu stanovništva iz 2011. godine, obitava 665 stanovnika.
| broj stanovnika | 187   |       | 244   | 281   | 334   | 344   |       | 416   | 540   | 637   | 671   | 771   | 742   | 727   | 747   | 665   | 574   |
|                 | 1857. | 1869. | 1880. | 1890. | 1900. | 1910. | 1921. | 1931. | 1948. | 1953. | 1961. | 1971. | 1981. | 1991. | 2001. | 2011. | 2021. |

## Kultura
U Rogotinu djeluje nekoliko kulturnih društava/udruga:
- KUD Marko Markota
- Pučki pivači Rogotin
- KUD Šunjuše
- Ženska klapa Providenca

Poznati su rogotinski Crkveni pučki pjevači koji njeguju naraštajima specifični rogotinski napjev.

## Sakralni objekti

### Župna crkva Presvetog Trojstva
Sagrađena je 1870. na mjestu stare kapele Presvetog Trojstva koja je tom prilikom srušena. Crkva se postupno dovršavala tako da ju je biskup Bonefačić posvetio tek 15. lipnja 1924. Za vrijeme župnika don Ante Meštrovića 1970. postavljen je oltar prema puku. Za vrijeme župnika don Ante Jurića 1977. do apside je podignut kameni zvonik koji je zamijenio improviziranu konstrukciju na kojoj su do tada stala zvona. Novi krov i elektrifikacija zvona napravljeni su za vrijeme župnika don Stipe Jerkovića.

### Kapela Svetog Nikole
Sagrađena je 1907. kao grobljanska kapela. Za vrijeme župnika don Darka Jerkovića postavljen je novi krov, te uklonjena stara i postavljena nova žbuka. Duga je 7 i široka 5 metara.

### Kapelica Srca Marijina
Zavjetnu kapelicu obitelji Glamuzina poviše kuća na Mostini sagradio je Ante Harambaša oko 1850. Misa se služi u nedjelju poslije blagdana Srca Marijina.

## Gospodarstvo
Tradicijske gospodarske djelatnosti Rogotinjana bile su poljoprivreda, ribolovstvo i lov na liske.

## Šport
U mjestu djeluje nekoliko športskih klubova:
- Vaterpolski klub Rogotin - klub s velikom sportskom povijesti. Trenutačno igra u 3. Hrvatskoj vaterpolo ligi - skupina Split
- Lađarska ekipa Rogotin - jedna od najuspješnijih lađarskih ekipa u povijesti  Maratona lađa s 10 osvojenih medalja (6 zlatnih, 1 srebrna i 3 brončane).

| Maraton lađa | Datum      | Startna pozicija | Konačni plasman  | Vrijeme (sati:minute) |
| ------------ | ---------- | ---------------- | ---------------- | --------------------- |
| 1.           | 13.9.1998. | 1.               | 1.               | 2:20                  |
| 2.           | 7.8.1999.  | 1.               | 1.               | 2:05                  |
| 3.           | 13.8.2000. | 2.               | 2.               | 2:16                  |
| 4.           | 11.8.2001. | 2.               | 3.               | 2:17                  |
| 5.           | 10.8.2002. | 3.               | diskvalifikacija | 0:00                  |
| 6.           | 9.8.2003.  | 1.               | 1.               | 2:18                  |
| 7.           | 14.8.2004. | 2.               | 3.               | 2:17                  |
| 8.           | 13.8.2005. | 5.               | 1.               | 2:09                  |
| 9.           | 12.8.2006. | 4.               | 1.               | 2:06                  |
| 10.          | 11.8.2007. | 1.               | 1.               | 2:09                  |
| 11.          | 9.8.2008.  | 5.               | 3.               | 2:14                  |
| 12.          | 8.8.2009.  | 20.              | 5.               | 2:16                  |
| 13.          | 14.8.2010. | 12.              | 6.               | 2:14                  |
| 14.          | 13.8.2011. | 17.              | 5.               | 2:20                  |
| 15.          | 11.8.2012. | 4.               | 7.               | 2:27                  |
| 16.          | 10.8.2013. | 20.              | 13.              | 2:21                  |
| 17.          | 9.8.2014.  | 11.              | 5.               | 2:14                  |
| 18.          | 8.8.2015.  | 32.              | 14.              | 2:24                  |
| 19.          | 13.8.2016. | 19.              | 23.              | 2:37                  |

- Lađarska ekipa Marko Markota - ekipa nastala u čast prerano preminulog mještanina Rogotina.

| Maraton lađa | Datum      | Startna pozicija | Konačni plasman | Vrijeme (sati:minute) |
| ------------ | ---------- | ---------------- | --------------- | --------------------- |
| 10.          | 11.8.2007. | 6.               | 11.             | 2:15                  |
| 11.          | 9.8.2008.  | 9.               | 6.              | nije dostupno         |
| 12.          | 8.8.2009.  | 6.               | 3.              | 2:15                  |
| 13.          | 14.8.2010. | 7.               | 3.              | 2:14                  |

- Sportska udruga Rogotin - udruga koja organizira tradicionalni malonogometni turnir "Stipe i Siniša"
- Kajak-kanu klub Rogotin - najmlađi i najjužniji kajak-kanu klub u Hrvatskoj
- Boćarski klub Rogotin - perspektivni boćarski klub. U obližnjoj Šarić Struzi (koja je dio Rogotina), postoji boćarski klub boćarski klub Šarić Struga.

## Ostalo
Na brdu Trovro izgrađene su prve svjetske vjetroorgulje.

## Vanjske poveznice
- rogotin.hr